# NGC 3362
NGC 3362 este o astronomical radio source⁠(d) situată în constelația Leul. A fost descoperită în 22 martie 1865 de către Albert Marth. Se află la o distanță de 119,49 megaparseci de Pământ.